# Apocopis paleaceus
Apocopis paleaceus là một loài thực vật có hoa trong họ Hòa thảo. Loài này được (Trin.) Hochr. mô tả khoa học đầu tiên năm 1910.